# 中津川警察署
中津川警察署（なかつがわけいさつしょ）は、岐阜県警察が管轄する警察署の一つである。
管轄地域に恵那山があり、山岳警備隊恵那山方面隊の拠点である。

## 所在地
- 岐阜県中津川市かやの木町1番30号

## 管轄区域
- 中津川市

## 沿革
- 2005年（平成17年）2月13日 - 中津川市が長野県木曽郡山口村を編入したことにより、長野県木曽警察署から旧山口村域を中津川署管轄区域に編入し、神坂警察官駐在所を中津川警察署所属に変更する。

## 組織
- 会計課 - 会計係
- 警務課 - 警務係、相談係
- 生活安全課 - 生活安全係
- 地域課 - 地域係、機動警ら係
- 刑事課 - 捜査庶務係、強行盗犯係、鑑識係、知能・組織犯罪・国際捜査係
- 交通課 - 交通総務係、交通指導捜査係
- 警備課 - 警備係

## 交番
（ ）の中は所在地。
- 駅前交番（中津川市太田町2丁目1番2号）
- 坂本交番（中津川市千旦林1252番地の1）
- 坂下交番（中津川市坂下1509-1）
- 付知交番（中津川市付知町10832番地4）

## 警察官駐在所
（ ）の中は所在地。
- 福岡警察官駐在所（中津川市福岡1080番地の1）
- 神坂警察官駐在所（中津川市馬籠4797番地の246）
- 苗木警察官駐在所（中津川市苗木1787番地の10）
- 阿木警察官駐在所（中津川市阿木4434番地の8）
- 加子母警察官駐在所（中津川市加子母3447番地の1）
- 落合警察官駐在所（中津川市落合740番地の8）
- 蛭川警察官駐在所（中津川市蛭川2323番地8）

## 交通

### 交通機関
- 中央本線中津川駅より徒歩約20分

### 自動車
- 国道19号・国道363号中村交差点で市役所方面、約1.2km

## 周辺
- 中津川市役所
- 三菱電機中津川製作所
- ルビットタウン中津川店
- 岐阜県立中津商業高等学校
- 東濃信用金庫中津川支店